# Dysaethria scopocera
Dysaethria scopocera är en fjärilsart som beskrevs av George Francis Hampson 1896. Dysaethria scopocera ingår i släktet Dysaethria och familjen Uraniidae. Inga underarter finns listade i Catalogue of Life.